# Wootton (Kent)
Pour les articles homonymes, voir Wootton.
Wootton est un village qui fait partie de la paroisse civile de Denton with Wootton dans le comté du Kent, en Angleterre.

## Historique
Il compte 164 habitants en 1961.